# قرار مجلس الأمن التابع للأمم المتحدة رقم 65
قرار مجلس الأمن التابع للأمم المتحدة رقم 65، المعتمد في 28 ديسمبر 1948، طلب أن يقوم الممثلون القنصليون في باتافيا المشار إليهم في قرار مجلس الأمن رقم 30 بإرسال تقرير كامل عن الوضع في جمهورية إندونيسيا، يغطي احترام أوامر وقف إطلاق النار والشروط السائدة في المناطق الخاضعة للاحتلال العسكري أو التي قد تسحب منها القوات المسلحة المحتلة الآن.
اعتمد القرار بأغلبية تسعة أصوات. امتنعت أكرانيا والاتحاد السوفياتي.

## روابط خارجية
- نص القرار في undocs.org